# Niko Dimitrakos
Nicholas "Niko" Dimitrakos, född 21 maj 1979, är en amerikansk ishockeyspelare med grekiskt och italienskt påbrå.

Som senior har han utöver Elitserie-lagen Skellefteå AIK och Modo Hockey spelat i San Jose Sharks och Philadelphia Flyers i NHL, olika AHL-lag, SCL Tigers i schweiziska Nationalliga A samt KHL-laget CSKA Moskva.